# ザ・ビッグ・ピンク
ザ・ビッグ・ピンク (The Big Pink) は、イギリス・ロンドンで結成されたインディー・ロックバンド。2007年結成。

## 来歴
2007年にロビー・ファーズとマイロ・コーデルの2人組として活動を開始。バンド名はザ・バンドのデビューアルバム『ミュージック・フロム・ビッグ・ピンク』から採られた。バンド活動の他に2人はHate Channelというレコードレーベルを運営していた。
2008年10月にHouse Anxietyレーベルよりシングル「Too Young to Love」でデビューを果たす。翌2009年2月にバンドは4ADと契約。同年7月に1stアルバム『Brief History of Love』をリリース。アルバムはニューヨークのエレクトリック・レディ・スタジオにてレコーディング、セルフプロデュースで制作された。アルバムはプレスの絶賛を受け注目を集める。翌2010年にミューズのUKアリーナツアーのサポートを行い、ミューズの楽曲「Undisclosed Desires」のリミックスも提供。2月24日にNMEアワードで「Dominos」がベストトラック賞を受賞。4月にはコーチェラ・フェスティバルに出演した。9月10日にミューズのウェンブリー・スタジアム公演のオープニング・アクトを再び勤めた。
2011年11月に2ndアルバムのファーストシングル「Stay Gold」をリリース。翌2012年1月に2ndアルバム『future This』をリリース。
2014年2月、ロビーはマイロが自身のレーベル経営に専念するためバンドを脱退したことを発表するが、新たにメンバーを加え新作を製作中であることを発表した。

## メンバー
- ロバートソン・"ロビー"・ファーズ (Robertson "Robbie" Furze) - ボーカル、ギター、プログラミング
- デイヴ・マクラーケン (Dave McCracken) - キーボード、プログラミング
- メアリー・シャルテリス (Mary Charteris) - ボーカル

### 元メンバー
- マイロ・コーデル (Milo Cordell) - プログラミング、キーボード、ボーカル

### 共演者
- アキコ・マツウラ (Pre、Comanechi、Sperm Javelin)[8] - ドラムス、ボーカル
- ジョー・アプス (Jo Apps、Patrick Wolf (英語版) の兄弟) – バックコーラス
- ヴァレンタイン・フィロル-コージャー (Valentine Fillol-Cordier、モデル) – バックコーラス
- Daniel O'Sullivan) (英語版)  (Ulver、Guapo (英語版) 、Sunn O))) (英語版) 等) – インストルメント
- ヴィッキー・ジーン・スミス (Vicky Jean Smith (英語版) ) – ドラムス
- レパード・ロス (Leopold Ross (英語版) ) – ベース
- アダム・プレンダーガスト (Adam Prendergast) – ベース（ライブ）

## 作品

### アルバム
- Brief History of Love （2009年） 全英56位
- Future This （2012年） 全英96位

### EP、シングル
- "Too Young to Love" （2008年）
- "Velvet" （2009年）
- This Is Our Time EP （2009年） ※日本限定
- "Stop the World" （2009年）
- "Dominos" （2009年） 全英27位
- "Velvet" （2010年） ※再発
- "Tonight" （2010年）
- "At War with the Sun" （2010年） ※プロモシングル
- "Stay Gold" （2011年）
- "Hit the Ground (Superman)" （2012年）